# 高増径草
高増 径草（たかます けいそう、1901年〈明治34年〉1月11日 - 1985年〈昭和60年〉9月18日）は、日本の画家。1945年（昭和20年）8月6日の広島市への原子爆弾投下からまだ日が浅い内に、広島市内で原爆投下後の光景を絵に描いた人物として知られる。「径草」は雅号で、本名は高増啓蔵。「径草」以前には他に「其暁」の雅号も用いた。

## 経歴

### 戦前
東京府木挽町（後の東銀座）で誕生した。3歳のとき、中耳炎によって失聴した。ろう者となったものの、努力の末に、家族や近所での生活ていどなら、口話による会話が可能となった。
幼少期より画家を志していたことで、風景画や古画の模写に励み、日本画家の水上泰生に師事した。1923年（大正12年）3月に、日本美術院で入選した。同1923年9月の関東大震災では、墨田区の実家で被災したが、負傷は免れた。
1921年に東京聾唖学校（後の筑波大学附属聴覚特別支援学校）普通科高等科を卒業し、1924年に同校師範科図画科を優秀な成績で卒業した後、1924年（大正13年）12月、広島の国泰寺町に落成したばかりの広島県立盲唖学校（後に広島県立ろう学校、さらに後に広島県立広島南特別支援学校）の美術の講師に任命されて、広島市に移住した。広島では、緑あふれる風物に魅力を感じて、山や村の風景を主な対象として、創作活動を続けた。

### 戦中 - 終戦直後
太平洋戦争の戦況が激化した1945年（昭和20年）5月、ろう学校が疎開を命じられたため、高増は生徒たち約90人と共に、広島の高田郡吉田町（後の安芸高田市）に疎開した。前年に妻を喪ったため、高増の家族も共に疎開していた。
同1945年8月6日、広島市に原爆が投下された。高増たちの疎開先である吉田町は、広島の県北に位置し、爆心地から40キロメートルも離れていたが、その吉田町からもでも、立ち上るキノコ雲が見えた。高増はすぐさま、画家としてそのキノコ雲をスケッチした。キノコ雲のその大きさは、高増にとっては「広島ではなく、吉田町の近隣が爆撃されたのかと思った」と感じられた。
高増は広島の自宅を確認するために、8月14日に家族で広島市内を訪れ、入市被爆した。街がなくなり、悲惨な状況に足がすくむほどだったが、画家として「この惨状を絵筆で書き留めなければならない」と考えた。
同1945年9月に、広島市内のスケッチのため、通訳として長男を連れて、再び広島市内に入った。9月になっても、あちこちに被爆者の遺体が残っていたが、高増は遺体を描くことができず、広島県産業奨励館（後の原爆ドーム）、元安橋、後の広島平和記念公園にあたる通りなど、建物や周囲の状況を描き残した。これは最初期に描かれた原爆画とされている（別説あり、後述）。
スケッチのための入市が原爆投下すぐではなく、翌9月に遅れたことや、長男を同行させたことには、関東大震災直後に「朝鮮人暴動」とのデマが流れて、高増の友人であるろう者が、言葉が不自由なためにスパイ扱いされて殺害されたとの事情があった。9月9日、広島でのスケッチ中にアメリカ兵に写真を撮影され、大変な恐怖を感じて「覚悟した」というが、幸いにも手荒なことはされず、身振り手振りで相手をし、写真を撮影されるのみで事なきを得た。
終戦翌年の1946年（昭和21年）に、吉田町の街並みや山々を描きあげた後、広島へ引き揚げた。

### 戦後 - 晩年
1956年（昭和31年）に、教員を辞職した。以降は新美術協会、大調和会といった美術団体の会員に専念して、山形県を始めとする各地を旅行し、各地の作品を多数、描き残した。
1969年（昭和44年）からは頻繁にフランスにわたり、フランスの美術展にも出展した。1970年（昭和45年）から1974年（昭和49年）にかけては、広島県福山市の天満屋で個展を開催した他、次女で日本画家の高増暁子との父子展も開催した。
後に、広島平和記念資料館、吉田町、民俗資料館などに数多くのスケッチを寄付したことにより、総理府より紺綬褒章を受章した。
原爆の記憶も薄れた頃の1979年（昭和54年）、米国戦略爆撃調査団による原爆投下直後の記録写真に、広島市内でスケッチ中の高増の姿が写っていたことが明らかとなった。このことで雑誌「アサヒグラフ」では、高増が原爆投下後に描いた原爆ドームや元安橋など、広島市内各地を高増本人が回って歩く企画が掲載された。高増はこの写真発見について「自分なりに原爆を記録しておこうと思って実行したことが、今になって世間に認められたような気がする」と、感想を語った。
1981年（昭和56年）に東京都に移住後、1985年（昭和60年）9月18日に、咽頭癌のために84歳で死去した。

## 没後
2003年（平成15年）11月、戦中の疎開先であった広島県吉田町の町歴史民俗資料館で、高増のスケッチ画展「キノコ雲が見えた」が開催されて、原爆投下時に描いたキノコ雲のスケッチ、それをもとにした水彩画、戦中戦後に描いた吉田町の姿など、50点が公開された。高増の作品が吉田町内で一堂に展示されるのは初めてであり、「初の里帰り展」と報じられた。
2008年（平成20年）には、先述の次女の高増暁子に加えて、高増の長女の田丸歌子（広島県立ろう学校教員）、長男の高増文雄（太田記念美術館事務長）から、高増の原画18点が、広島平和記念資料館に寄贈された。暁子が広島市内で個展を開催したことが寄贈の契機であり、暁子は父の高増について「描き残さなくてはいけないと思ったのだろう。描くことが生活そのものの人だったから」と語った。高増が当時に描いたものは、終戦直後は画用紙などがなく、学校で使用していた用紙の裏でスケッチをしたのために、劣化が激しく、後に長男の高増文雄が表装をして保存をしたものである。長女の田丸歌子は、父である高増の勧めでろう学校の教員となり、その後も高増の原画のカラーコピーを携えて、日本国内外での証言活動に取り組んでいる。

## 評価
高増が9月に広島市内を描いたスケッチは、1953年（昭和28年）7月に中国新聞で発表された際に、広島原爆被爆者であり、広島画界の重鎮とされる洋画家の福井芳郎（1912年 - 1974年）が、「当時の姿を実にリアルに描いている。絵もなかなかしっかりしている。他にこのようなスケッチをしている人いないからこれは貴重なものです」と語った。もっともこの福井のコメントのときは、高増は原爆投下翌日の8月7日に広島に入って、広島市内をスケッチしたと、新聞紙上で誤報されていた。高増の絵は原爆投下から2日目のものと誤報されており、被爆直後の混乱時に絵を描くことなどほぼ不可能に近いために「貴重」と考えられていたのである。
2008年（平成20年）に広島平和記念資料館へ原画が寄贈された際には、資料館は「最も初期に描かれたスケッチとして、大変貴重」とコメントしており、館長（当時）の前田耕一郎は「被爆直後に彩色もされた絵からは原爆のにおいが立ち込めるようだ」と評した。
また高増は関東大震災でも、その被災体験をもとに、発生直後や避難時などの場面、墨田で避難する人々の姿を描いて、2巻の絵巻を制作した。これは2016年（平成28年）に「大震災絵巻」の題で、東京都復興記念館（東京都墨田区）で初公開された。同館調査研究員の小薗崇明は、この絵巻について「体験記もあり、耳が不自由なため家族から一人で出歩くことを禁じられたことなども書かれている。向島付近の記録はあまり残っておらず、重要な史料」と話した。

### 高増より先に原爆画が描かれた可能性
高増が1945年9月に広島市内で描いた原爆画は、最初期に描かれた原爆画とされているが、その後の発見や研究で、高増以前に原爆画が描かれた可能性も示唆されている。
2008年（平成20年）に、アメリカ国立公文書館で発見された広島の原爆画には、「草土史」の署名があり、「医療画家のヒトシモタニ」と記されていることが確認された。陸軍軍医学校で「藻谷草土史」の名で活動していた人物がおり、陸軍省の調査団は8月8日に広島入りしていたことで、この「ヒトシモタニ」と「藻谷草土史」が同一人物であれば、この人物が高増より先に原爆画を描いていたことになる。
また、先述の福井芳郎は、高増への評価を述べた7年後、大阪の「原爆十五周年 大阪展 広島原爆記録画展」の解説目録において、自身も原爆投下当日と翌日に広島市内でスケッチしたと述べている。東京大学の大学院総合文化研究科教授である加治屋健司は、原爆文学研究会発行の雑誌『原爆文学研究』での記事において、「八月六日、原爆投下後一時間も経たない午前九時に福井が描いたスケッチ」と、福井の主張を支持している。一方で、兵庫県立美術館学芸員の出原均は、福井のスケッチはその構図や、原爆投下直後に描いたにしては品質が良いことから、「当日描いたものか、当日のことを後に描いたものかは検討を要すると思われる」と、見解を述べている。